# Jeremain Lens
Jeremain Lens (ur. 24 listopada 1987 w Amsterdamie) – holenderski piłkarz pochodzenia surinamskiego grający na pozycji napastnika w klubie Beşiktaş JK, do którego jest wypożyczony z Sunderlandu.

## Życiorys
Lens pochodzi z Amsterdamu i tam też rozpoczynał grę w piłkę w małym zespole SV De Bijlmer, a następnie terminował w szkółce Ajaksu Amsterdam. Następnie trafił do AZ Alkmaar, a w 2005 roku awansował do pierwszej drużyny. 3 marca 2006 zadebiutował w barwach AZ w Eredivisie wygranym 2:0 meczem z NEC Nijmegen (w 85. minucie zmienił Danny’ego Koevermansa). Był to jego jedyny mecz w tamtym sezonie, a z AZ został wicemistrzem kraju. W sezonie 2006/2007 u Louisa van Gaala grał już więcej będąc piątym w hierarchii napastnikiem klubu. Wystąpił w Pucharze UEFA oraz w lidze, w której z AZ zajął 3. miejsce.
18 czerwca 2013 podpisał 4-letni kontrakt z Dynamem Kijów. 15 lipca 2015 przeszedł do angielskiego Sunderlandu. W 2016 roku został wypożyczony do tureckiego Fenerbahçe SK.
| Sezon   | Klub          | Kraj     | Rozgrywki      | Mecze | Bramki |
| ------- | ------------- | -------- | -------------- | ----- | ------ |
| 2005/06 | AZ Alkmaar    | Holandia | Eredivisie     | 1     | 0      |
| 2006/07 | AZ Alkmaar    | Holandia | Eredivisie     | 14    | 0      |
| 2007/08 | NEC Nijmegen  | Holandia | Eredivisie     | 31    | 9      |
| 2008/09 | AZ Alkmaar    | Holandia | Eredivisie     | 8     | 1      |
| 2009/10 | AZ Alkmaar    | Holandia | Eredivisie     | 25    | 9      |
| 2010/11 | PSV Eindhoven | Holandia | Eredivisie     | 33    | 10     |
| 2011/12 | PSV Eindhoven | Holandia | Eredivisie     | 33    | 9      |
| 2012/13 | PSV Eindhoven | Holandia | Eredivisie     | 30    | 15     |
| 2013/14 | Dynamo Kijów  | Ukraina  | Premier-liha   | 28    | 5      |
| 2014/15 | Dynamo Kijów  | Ukraina  | Premier-liha   | 21    | 5      |
| 2015/16 | Sunderland    | Anglia   | Premier League | 20    | 3      |
| 2016/17 | Sunderland    | Anglia   | Premier League | 2     | 0      |
| 2016/17 | Fenerbahçe SK | Turcja   | Süper Lig      | 25    | 4      |

## Sukcesy

### Reprezentacja
- Mistrzostwa Świata 2014:  Brąz